# 피부양자
피부양자 또는 딸린 사람은 다른 사람에게 주요 소득원으로 의존하는 사람이다. 파트너로부터 재정적 지원을 받는 사실혼 배우자도 이 정의에 포함될 수 있다. 일부 관할권에서는 부양가족을 부양하면 공급자가 세금 공제를 청구할 수 있다.
영국에서는 다른 성인을 재정적으로 부양하는 고등교육 풀타임 학생이 성인 부양가족 보조금을 받을 자격이 있을 수 있다.

## 면세
미국에서는 납세자가 부양가족에 대해 면제를 요청할 수 있다.